# 俞林森
俞林森（1943年2月—），江苏青浦人，中国人民解放军海军少将，曾任海军南海舰队副政委。

## 生平

### 早年
1943年2月，俞林森出生于青浦县练塘镇蒸联乡新镇的一个农民家庭。小学毕业后在家务农，1958年入读公社农业中学。1959年进入上海农业专科学校农机师资进修班学习，结业后在其所在公社农业中学当农机课代课老师。1960年随哥哥到海南，被分配在广东省海南行署电力局输变电工程队当工人。同年9月，被保送到广东省电力学校学习输变电。

### 参军
1961年7月，部队到学校征兵，俞林森入伍。新兵训练结束后，被分配到海军海口水警区通讯站当报务兵。1965年初，由士兵直接升任报务分队分队长（正排级）。翌年被调至师部机关工作。
1971年初，俞林森被任命为南海舰队政治部宣传部新闻科副科长。1980年初进入解放军政治学院政治经济学培训班学习。年底任南海舰队政治部宣传部宣传科科长。1983年任宣传部副部长，1985年升任部长。1990年2月，任南海舰队快艇支队政委。1993年1月调任海军广州基地政治部主任。1994年2月进入国防大学基本系学习。1995年调任海军旅顺基地政治部主任。1996年7月，晋升为海军少将。1998年4月升任北海舰队政治部主任。同年，在中央党校省部级领导干部政治学专业在职研究生班学习。2000年4月调任南海舰队政治部主任，2001年任南海舰队副政委，2003年3月退休。